# Sijekovac
Sijekovac je naseljeno mjesto u sastavu općine Bosanski Brod, Republika Srpska, BiH.

## Stanovništvo
| Sijekovac          |              |              |              |
| godina popisa      | 1991.        | 1981.        | 1971.        |
| Muslimani          | 590 (38,03%) | 594 (37,42%) | 694 (44,26%) |
| Hrvati             | 368 (23,72%) | 359 (22,62%) | 435 (27,74%) |
| Srbi               | 308 (19,85%) | 278 (17,51%) | 401 (25,57%) |
| Jugoslaveni        | 241 (15,53%) | 350 (22,05%) | 24 (1,53%)   |
| ostali i nepoznato | 44 (2,83%)   | 6 (0,37%)    | 14 (0,89%)   |
| ukupno             | 1.551        | 1.587        | 1.568        |

## Povijest
Sijekovac je 26. i 27. ožujka 1992., na samom početku rata u BiH, bio poprištem ratnog zločina kojeg su nad srpskim civilima i vojnicima počinili Armija BiH i Hrvatske obrambene snage i vojska iz Hrvatske. Događaj ostaje proturječan i sporan, no sukob je rezultirao smrću otprilike 20, 47 ili 60 Srba.
Sud u BiH je u svibnju 2014. osudio Zemira Kovačevića (HVO) za ubojstvo dvoje civila, te nehumano postupanje prema drugim civilima.

## Šport
- NK Hajduk Sijekovac